# Almere City Football Club
Pour les articles homonymes, voir Almere (homonymie).
Maillots
Actualités
Le Almere City Football Club, plus communément appelé Almere City, est un club néerlandais de football basé à Almere.
Surnommé De Zwarte Schapen (Le mouton noir), Almere City joue ses matchs à domicile au Yanmar Stadion (4 501 places) et évolue en Eerste Divisie (D2) lors de la saison 2025-2026.

## Historique
Fondé en 1997 sous le nom de FC Omniworld, le club est rebaptisé Almere City Football Club en 2010.

### Stagnation en deuxième division (2004-2023)
Depuis la saison 2004-2005, Almere City évolue en Eerste Divisie.
Depuis le 1er juillet 2010, le club fait partie des clubs satellites de l'Ajax Amsterdam, signifiant qu'il est possible qu'il puisse y avoir des échanges de joueurs entre ces deux clubs, ainsi qu'une aide budgétaire émanant de l'Ajax afin de permettre à Almere City de devenir une équipe plus compétitive.
Lors de la saison 2022-2023, Almere City termine à la troisième place de l'Eerste Divisie, son meilleur classement historique, et doit passer par un mini tournoi de barrages aller-retour à huit équipes afin d'être promu en Eredivisie: en quarts de finale, Almere City élimine le FC Eindhoven (0-1 ; 3-1) puis le VV Venlo au stade des demi-finales (1-1 ; 1-2). En finale, Almere City s'impose au match aller comme au match retour face au FC Emmen (2-0 ; 2-1).

### Première promotion en Eredivisie (depuis 2023)
Lors de la saison 2023-2024, Almere City évolue pour la première fois de son histoire en Eredivisie (première division néerlandaise).

## Dates clés
- 1997 : fondation du club sous le nom de FC Omniworld Almere
- 2004 : promotion en Eerste Divisie (D2)
- 2010 : le club est renommé Almere City FC
- 2010 : le club devient satellite de l'Ajax Amsterdam
- 2023 : promotion en Eredivisie (D1)
- 2025 : rélégation en Eerste Divisie (D2)

## Personnalités du club

### Entraineurs
Depuis juin 2024, Almere City est actuellement entrainé par le technicien néerlandais Hedwiges Maduro.